# Секвенція про святу Євлалію

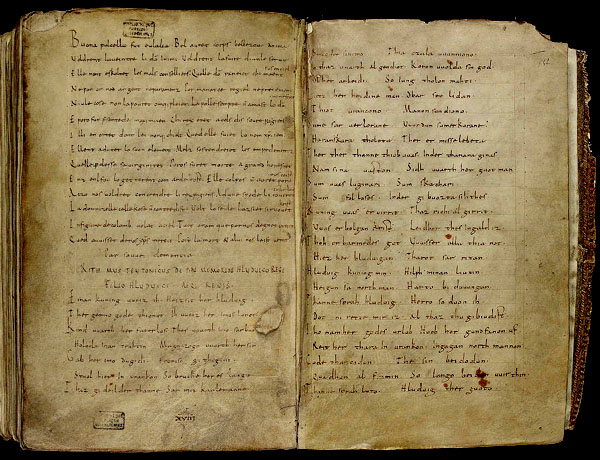
«Секвенція про Святу Євлалію» та початок «Пісні Людовика» (Ludwigslied), для кращого читання тексту клацнути тут Numérisation du parchemin (Réf. Bibliothèque municipale de Valenciennes 150 (olim 143) fol.141v)

Секве́нція про Святу́ Євла́лію або Секвенція Святої Євлалії, також Кантилена Святої Євлалії, Кантілена про Святу Евлялію (фр. Sequence de Sainte Eulalie, Cantilène de Sainte Eulalie) – анонімна найдавніша літературна пам’ятка французькою мовою. Створена близько 881 року в монастирі Сент-Аман-лез-О (фр. Saint-Amand-les-Eaux) біля міста Валансьєн (фр. Valenciennes).  Знайдена й уперше опублікована дослідником А. Г. Гофманом фон Фаллерслебеном в 1837 році.

## Походження
Написана в традиції Пруденція та Беди Преподобного про мученицьку смерть святої Євлалії за часів римського імператора Максиміана. Секвенція була створена з нагоди дня Євлалії, який відзначається 10 грудня, що водночас був днем хрещення абатиси-засновниці монастиря. Зразком для цього твору могла бути латинськомовна кантика “Cantica virginis Eulaliae“. Метрика твору дає підстави деяким дослідникам вважати, що його автор був німецькомовним.  Рукопис Секвенції містить також "Пісню Людовика" староверхньонімецькою мовою — (нім. Ludwigslied), записану тим самим писарем.

## Структура
Секвенція про Святу Євлалію складається з 28 (+1) тонічних віршованих рядків, поєднаних попарними асонансами. Ці 28 рядків утворювали 14 строф, які співалися подвійним хором. Перший хор співав строфи 1-2, 6-7, 11-12, а другий хор – строфи 3-4, 8-9, 13-14, тоді як строфи 5, 10 і кода співалися разом. 

## Текст в оригіналі й сучасною французькою мовою
Текст написано прото-старофранцузькою мовою (фр. en roman), або точніше прото-пікардським діалектом. 
| Оригінал старофранцузькою                      |  | Французький переклад                                 |
| ---------------------------------------------- |  | ---------------------------------------------------- |
| Buona pulcella fut Eulalia.                    |  | Bonne pucelle fut Eulalie.                           |
| Bel auret corps bellezour anima.               |  | Beau avait le corps, belle l'âme.                    |
| Voldrent la ueintre li d[õ] inimi.             |  | Voulurent la vaincre les ennemis de Dieu,            |
| Voldrent la faire diaule seruir.               |  | Voulurent la faire diable servir.                    |
| Elle nont eskoltet les mals conselliers.       |  | Elle, n'écoute pas les mauvais conseillers :         |
| Quelle d[õ] raneiet chi maent sus en ciel.     |  | « Qu'elle renie Dieu qui demeure au ciel ! »         |
| Ne por or ned argent ne paramenz.              |  | Ni pour or, ni argent ni parure,                     |
| Por manatce regiel ne preiement.               |  | Pour menace royale ni prière :                       |
| Niule cose non la pouret omq[ue] pleier.       |  | Nulle chose ne la put jamais plier                   |
| La polle sempre n[on] amast lo d[õ] menestier. |  | À ce la fille toujours n'aimât le ministère de Dieu. |
| E por[ ]o fut p[re]sentede maximiien.          |  | Et pour cela fut présentée à Maximien,               |
| Chi rex eret a cels dis soure pagiens.         |  | Qui était en ces jours roi sur les païens.           |
| Il[ ]li enortet dont lei nonq[ue] chielt.      |  | Il l'exhorte, ce dont ne lui chaut,                  |
| Qued elle fuiet lo nom xp[ist]iien.            |  | À ce qu'elle fuie le nom de chrétien.                |
| Ellent adunet lo suon element                  |  | Qu'elle réunit son élément [sa force],               |
| Melz sostendreiet les empedementz.             |  | Mieux soutiendrait les chaînes                       |
| Quelle p[er]desse sa uirginitet.               |  | Qu'elle perdît sa virginité.                         |
| Por[ ]os suret morte a grand honestet.         |  | Pour cela fut morte en grande honnêteté.             |
| Enz enl fou la getterent com arde tost.        |  | En le feu la jetèrent, pour que brûle tôt :          |
| Elle colpes n[on] auret por[ ]o nos coist.     |  | Elle, coulpe n'avait : pour cela ne cuit pas.        |
| A[ ]czo nos uoldret concreidre li rex pagiens. |  | Mais cela ne voulut pas croire le roi païen.         |
| Ad une spede li roueret toilir lo chief.       |  | Avec une épée il ordonna lui ôter le chef :          |
| La domnizelle celle kose n[on] contredist.     |  | La demoiselle cette chose ne contredit pas,          |
| Volt lo seule lazsier si ruouet krist.         |  | Veut le siècle laisser, si l'ordonne Christ.         |
| In figure de colomb uolat a ciel.              |  | En figure de colombe, vole au ciel.                  |
| Tuit oram que por[ ]nos degnet preier.         |  | Tous implorons que pour nous daigne prier,           |
| Qued auuisset de nos xr[istu]s mercit          |  | Qu'ait de nous Christ merci                          |
| Post la mort & a[ ]lui nos laist uenir.        |  | Après la mort, et qu'à lui nous laisse venir,        |
| Par souue clementia.                           |  | Par sa clémence.                                     |

## Український переклад
Кантілена про Святу Евлялію
Дівчина добра була Евлялія:
Прекрасна тілом – душею лагідна.
Примусити хтіли божі вороги,
Та вона не слуха дорадників злих,
Бога, що на небі, не хоче зректись;
Ні золото, ні срібло дорогоцінні,
Ні царські погрози, ані моління –
Із речей жодна схилить не може,
Щоб розлюбила
вона служіння Боже.
Тому її покликав сам Максиміян,
Що доби тієї був царем поган.
Як не намовляє – вона не піддалась,
Ім’я християнки не залишить вона,
Своєї віри не може зректись.
Ліпше їй буде кайдани нести,
Аби не загубити своєї чистоти.
Випало прийняти їй почесну смерть:
У вогонь жбурнули – хай скоріш умре.
А вона невинна – вогонь не бере.
Не йняв тому віри цар поган:
Їй ударом шпади голову відтяв.
Не мовлять нічого дівчини вуста:
Покинула землю заради Христа
І вже, як голубка, у небо зліта...
Тож усі молімось: хай просить за нас,
Як помрем, – ласкавим був би з нами Спас,
Дозволив до нього прийти у той час
Зі свого милосердя.
Переклад зі старофранцузької Ігоря Качуровського